# Övre Ulvbergstjärnen
Övre Ulvbergstjärnen är en sjö i Härjedalens kommun i Härjedalen och ingår i Ljusnans huvudavrinningsområde. Sjön har en area på 0,0761 kvadratkilometer och ligger 664,1 meter över havet.

## Delavrinningsområde
Övre Ulvbergstjärnen ingår i det delavrinningsområde (692783-135059) som SMHI kallar för Mynnar i Lossen. Medelhöjden är 683 meter över havet och ytan är 9,68 kvadratkilometer. Det finns ett avrinningsområde uppströms, och räknas det in blir den ackumulerade arean 10,34 kvadratkilometer. Vattendraget som avvattnar avrinningsområdet har biflödesordning 2, vilket innebär att vattnet flödar genom totalt 2 vattendrag innan det når havet efter 368 kilometer. Avrinningsområdet består mestadels av skog (91 procent). Avrinningsområdet har 0,08 kvadratkilometer vattenytor vilket ger det en sjöprocent på 0,8 procent.